# Kadiatou Touré
Kadiatou Touré (arabisch كادياتو تور; * 18. Januar 1983 in Markala, Region Ségou) ist eine ehemalige malische Basketballspielerin.

## Leben
Bei den Olympischen Sommerspielen 2008 in Peking war Touré Teil der malischen Nationalmannschaft, wo sie in fünf Spielen 17 Punkte machte. Bei der Afrikameisterschaft 2007 errang sie mit dem Team den Sieg und 2009 wurde sie Vizemeisterin.